# 할리나 레인
할리나 레인(Halina Reijn, 1975년 11월 10일 ~ )은 네덜란드의 배우, 작가, 영화 감독이다.

## 작품 목록

### 연출
- 인스팅트 (2019)
- For the Birds (2021, 단편)
- 공포의 파티 (2022)
- 베이비걸 (2024)

### 출연
- 보이 7 (2015)
- 팩 오브 마이 하트 (2014)
- 골트지우스 앤 더 팰리칸 컴퍼니 (2012)
- 신텔 (2010)
- 윈/윈 (2010)
- 작전명 발키리 (2008)
- 나디네 (2007)
- 블라인드 (2007)
- 오줌 돌격대 (2006)
- 블랙북 (2006)
- 폴레케 (2003)
- 야콥과 마리의 이상한 여행 (2003)
- 문라이트 (2002)
- 난리법석 결혼 소동 (2001)
- 세 여자 (2001)